# 鸳渊孝
鸳渊孝 （日语：おしぶち たかし，1919年10月14日—1945年7月24日）是大日本帝国海军第68期军人， 也是太平洋战争的王牌飞行员，战死后追晉一階，最终阶级为海军少佐。

## 生平
鸳渊孝生于1919年（大正8年）10月22日，在日本长崎市的一个医生家庭出生。他是家中次子，有一位哥哥「鸳渊幹雄」和一位妹妹「鸳渊光子」。鸳渊孝本人性情温厚，对妹妹也很宠爱，还送给妹妹光子一份门德尔松的小提琴协奏曲 唱片作为礼物，在从军时，也时常寄出对妹妹的思念信。 5岁时，羽黑号重巡洋舰进入长崎市港口，鸳渊孝前去观看时，被军舰的气势撼动，决定了将来加入联合舰队。
鸳渊孝在长崎市的旧制长崎县立中学就读。中学毕业后，他参加了海军学校的考试及格，于1937年4月作为第68期学生入学（同期有豊田穣、広尾彰、伴久勝和松永市郎等人）。1940年8月7日毕业后，作为少尉候补生被分配到香取号训练巡洋舰乘员组，进行航海训练。之后在10月5日训练结束后，改任铃谷号重巡洋舰乘员组，成全了他的梦想。
1941年4月1日，鸳渊孝正式被任命为海军少尉，同时被任命为第36期飞行学生，于5月26日进入海军航空学校接受教育课程。1942年2月从飞行学生毕业后，加入专门修整战斗机的大分海军航空队接受延长教育，于3月16日被升任为海军中尉。6月30日教程结束后，由于表现优秀，他分配到横须贺海军航空队担任教官，负责航空队人员的教育和培训。之后在8月10日转任到大分海军航空队再次担任教官。

## 战历生涯
1943年3月27日，鸳渊孝担任第251海軍航空隊（台南海军航空队）分队长。之后在5月前往日本海军在拉包尔基地就任，参加了所罗门群岛战役和新几内亚战役的航空战。9月1日，担任第253海军航空队分队长。11月1日，升任海军大尉。11月5日，担任厚木海军航空队分队长。
1944年2月20日，厚木海军航空队改称为第203海军航空队，鸳渊孝在4月1日就任（“战斗三〇四”）飞行队长。5月，第203海军航空队进驻千岛群岛的占守岛基地，负责防空任务。10月，航空队参与台湾空战，之后进入菲律宾，参与捷号作战。11月1日，他在宿霧島上空的战斗中负伤返回日本内地，之后在横须贺镇守府和佐世保镇守府的海军医院疗养。

### 剑部队时期
1945年1月1日，鸳渊孝就任第343海军航空队（统称“剑”部队）维新组（“战斗七〇一”）队长。他仿照队友菅野直的方式，在自己的紫电改上描画吸引敌人的条纹花样。不过菅野直的颜色是黄色，而根据其部下山田良市的证言，鸳渊孝的条纹是白色。
1945年7月24日，鸳渊孝率领21架飞机在丰后水道上空迎击数量多于自身10倍以上的美国海军舰载机。鸳渊孝拼命地向敌机编队发动了三次进攻，但是最后被美军机枪击中引擎后坠毁，这一过程被伴随他的僚机初岛二郎曹长目睹。日本海军司令部确定，鸳渊孝在7月24日的战斗中战死，死后追授为海军少佐。同日，日本昭和天皇对第343海军航空队进行嘉奖。在这次的战斗报告中，根据美国海军VF-49所属的杰克·A·吉布森中尉描述，他在上午10点15分左右，击落一架白色条纹，象征着指挥官级别的「紫电改」。

### 战后
鸳渊孝并没有留下任何遗物，他的部下山田良市就把自己的手表当作是鸳渊孝留下的遗物，送给他的妹妹光子，之后也与光子结婚。山田事后承认对光子说谎，并说：「如果队长还活着，他一定不会承认自己，因为他知道这是很糟糕的」。山田戰后昇任航空自衛隊幕僚長（參謀長），将鸳渊孝战死时驾驶的紫电改引擎打捞上来，并亲自用笔刻写成慰灵碑。

## 评价
对于鸳渊孝在航空队的评价，第343海军航空队司令源田实大佐说：「鸳渊孝的性情温厚，是个笑容可喜的青年，但如果发生战斗，他就会变成一名战士，无论在什么情况下，他总是站在战场的最前线，对他指挥上的能力几乎无可挑剔。他的部下似乎认为「能与队长一起同生共死」而感到自豪，第343海军航空队的战果背后，很大程度上取决于他出色的空中指挥能力」。
鸳渊孝与第343海军航空队的两位飞行队长（林喜重，菅野直）的关系好像亲兄弟一般。副队长中岛正中佐称他们3人是航空队中的「智将鸳渊、仁将林喜重、猛将菅野」。飞行长志贺淑雄评价说「品行端正，内心很坚强，能利落的完成工作，训练计划也按理完成，即便让他担任参谋的工作，也应该能发挥他的能力」。据维修员柳泽三郎说，「他不是对维修人员很挑剔的人，而是不发牢骚地信赖维修人员的人，他拜托维修人员的一句话，这反而让我不得不努力」。宫崎勇赞叹他是「学业，技术，品行都很优秀的青年士官。」并形容「为人平稳深厚，总是有一种可以使人面带微笑的气氛」。 
与鸳渊孝同期的松永市郎访问鸳渊哥哥的时候，鸳渊幹雄说：「我不知道别人会怎么想，但我们一家人都认为，孝在死亡的时候已经心满意足了」。并续说：「孝在5岁的时候，羽黑号重巡洋舰进入了长崎。那个时候羽黑号的舰长呼应了孝的呼声。然后孝这样说着：「我以后要当舰长哦，也要努力学习和运动」。托他的福，我在中学时努力成为了一名篮球运动员，他则考上了军校，毕业后被选上了让人羡慕的战斗机飞行员。孝一直保持着小孩子时候的灵魂，一直待在阳光照射的地方。孝真的是很幸福的人」。